# Gospodje Aufensteinski
Gospodje Aufensteinski (Aufenstein, Ownstein, Ouwenstein) so bili prvotno ministeriali Tirolskih grofov in so bili prvič omenjeni leta 1173. Njihova heraldična žival je bila sova, ki so jo v srednjem veku imenovali Auf. Njihov izvorni grad Aufenstein je stal blizu Matrei-ja na Brennerskem in je obvladoval Brennerski prelaz.

## Zgodovina
Neki Henrik Auffensteinski se prvič pojavi v Innsbruck leta 1234/39, ko je Oton II. Vojvoda Meranski iz rodu Andeško-Meranskih potrdil mestne pravice temu kraju.
Konrad III. Auffensteinski je prišel z Majnhardom II.  Goriško-Tirolskim, vnukom in naslednikom zadnjega tirolskega grofa, Alberta IV., na Koroško in se izkazal pri zadušitvi plemiškega upora v letih 1292/93, ko so se Vovbržani, Karlsbergerji in drugi dvignili proti Majnhardu, ki je bil od leta 1286 tudi koroški vojvoda.  Za nagrado je dobil leta 1293 službo maršala na Koroškem in naslednjega leta 1294 še grad in gospostvo Karlsberg (jugovzhodno od Šentvida ob Glini). Posledično se je Konrad lahko precej obogatil - kmalu je imel v lasti tudi gospostva in gradove Pliberk, Podkrnos (1315), Vovbre, Guštanj itd – da je bil njegov uspeh pripisan temnim silam in povezan s čudežnim prstanom Viljema Ostrovrharja (Scharfenberga), ki ga je po legendi, ki jo je pripovedoval takratni sodobnik Ottokar aus der Gaal v svoji Štajerski rimani kroniki, leta 1292 tega Otokarjevega strica ubil Konrad Aufensteinski.
Od leta 1299 je bil Koroški deželni glavar. Po smrti brata Henrika II. je podedoval tudi njegovo tirolsko posest, vključno z izvornim gradom prednikov Aufenstein. Leta 1323 je obdaril samostan klaris v Šentvidu ob Glini), kjer so ustanovili tudi družinsko grobnico. Leta 1329 mu je vojvoda Henrik VI. dal območje jugozahodno od Velikovca, kjer si je Konrad zgradil Grad Neudenstein. Potem ko je krvavi spopad z bamberško škofijo (ustanovljeno leta 1334) omajal njegov ugled, je leta 1335 Henrik VI. umrl kot zadnji koroški vojvoda Majnhardinec. Konrad je poskrbel, da je koroška vojvodina čim bolj gladko prešla na Habsburžane, a je bil odstavljen kot deželni glavar, vendar je obdržal funkcijo maršala. Vendar je pri tem prišel v oster konflikt z grofico  Margareto (Tirolsko) Maultasch, hčerko vojvode Henrika, ki je zaplenila tirolske posesti in jih suvereno upravljala. Med obleganjem in zavzetjem je bil grad Aufenstein močno poškodovan.
Pred letom 1341 je Konrad dal zgraditi v Spodnjem gradu Strechau "Stolp stradanja", v katerem sta nekaj desetletij kasneje bila zaprta njegova lastna sinova Friderik in Konrad; skupaj z Bavarci in Ogri sta sodelovala pri uporu proti habsburškima vojvodama Albrehtu III. in Leopoldu III., a izgubila odločilno bitko pri Pliberku leta 1368. Konrad je umrl v Strechavu še istega leta, Frederik pa je bil izpuščen šele po 28 letih.
Z vstajo Friderika III. Aufensteinskega leta 1395/96 in njeni zatrtjem s strani deželnega glavarja Konrada iz Kreiga, vodje njihovega rivalskega rodu, oziroma že z letom 1368 se Auffensteinci izgubijo v zgodovini.

## Grb
Grb prikazuje okronanega srebrnega Auffa (sovo) v modri barvi, ki sedi na zlati (pozneje zeleni) trigori. Na čeladi z modro in srebrno prevleko je slika ščita, krona okrašena s pavjim peresom.  Sova je bila vključena v občinski grb Navisa, ki je bil podeljen leta 1975 in na ozemlju katerega se nahaja grad Auffenstein.
- Žig Henrika Auffensteinskega
- Grb gospodov Auffensteinskih
- Občinski grb Občine Navis

## Spletne povezave
- Franz von Krones (1875), »Aufenstein, Konrad I. von«, Allgemeine Deutsche Biographie (ADB) (v nemščini), zv. 1, Leipzig: Duncker & Humblot, str. 654
- Meyers